# Глер (Арденны)
Глер (фр. Glaire) — коммуна во Франции, находится в регионе Шампань — Арденны. Департамент — Арденны. Входит в состав кантона Северный Седан. Округ коммуны — Седан.
Код INSEE коммуны — 08194.
Коммуна расположена приблизительно в 210 км к северо-востоку от Парижа, в 95 км северо-восточнее Шалон-ан-Шампани, в 16 км к юго-востоку от Шарлевиль-Мезьера.

## Население
Население коммуны на 2008 год составляло 922 человека.
| 1962 | 1968 | 1975 | 1982 | 1990 | 1999 | 2008 |
| ---- | ---- | ---- | ---- | ---- | ---- | ---- |
| 669  | 688  | 656  | 943  | 993  | 935  | 922  |

## Экономика
В 2007 году среди 551 человека в трудоспособном возрасте (15—64 лет) 374 были экономически активными, 177 — неактивными (показатель активности — 67,9 %, в 1999 году было 69,2 %). Из 374 активных работали 340 человек (184 мужчины и 156 женщин), безработных было 34 (13 мужчин и 21 женщина). Среди 177 неактивных 45 человек были учениками или студентами, 78 — пенсионерами, 54 были неактивными по другим причинам.

## Достопримечательности
- Замок Виллет (XVI век). Исторический памятник с 1994 года.[3]

## Фотогалерея

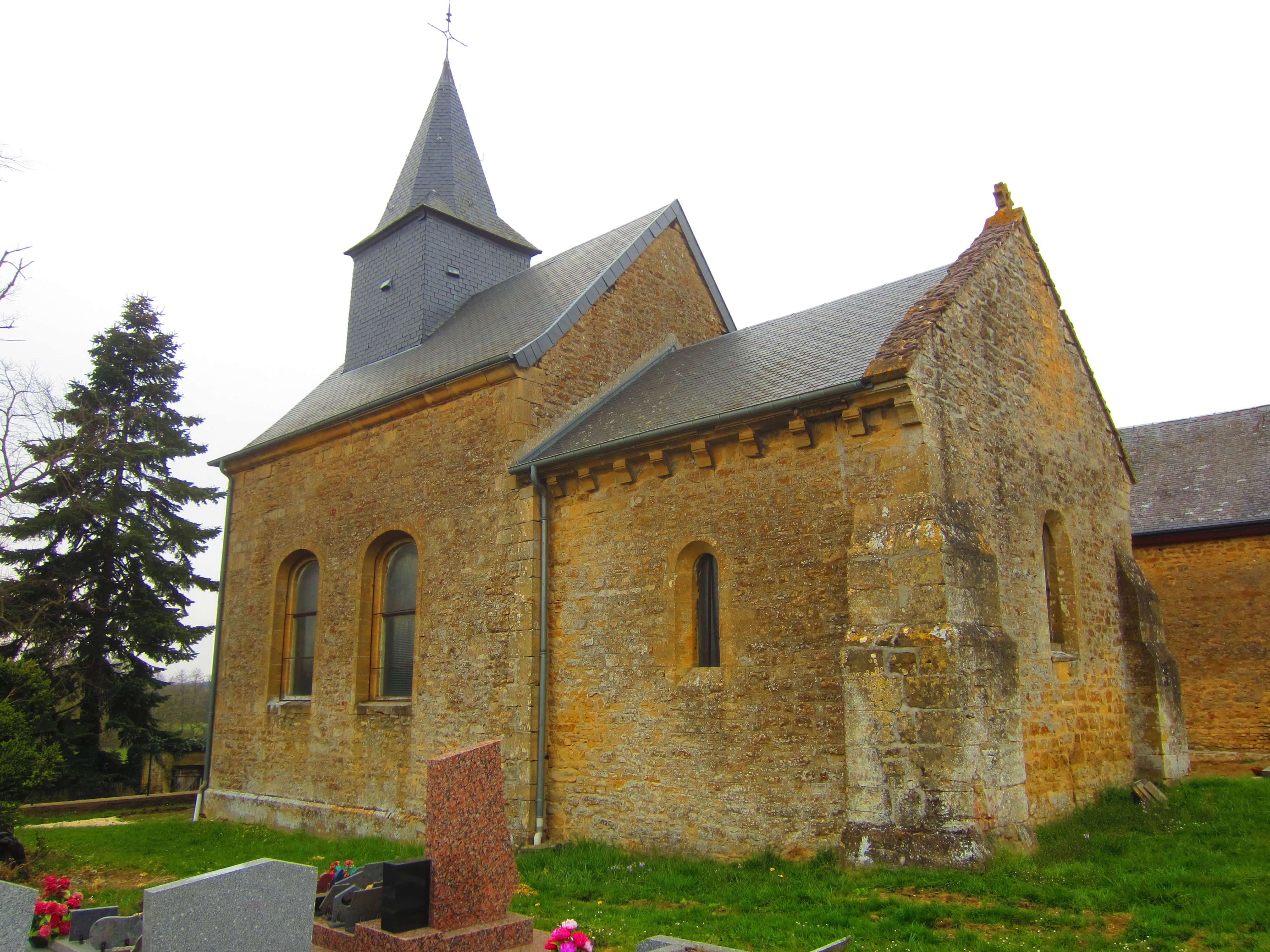
Церковь
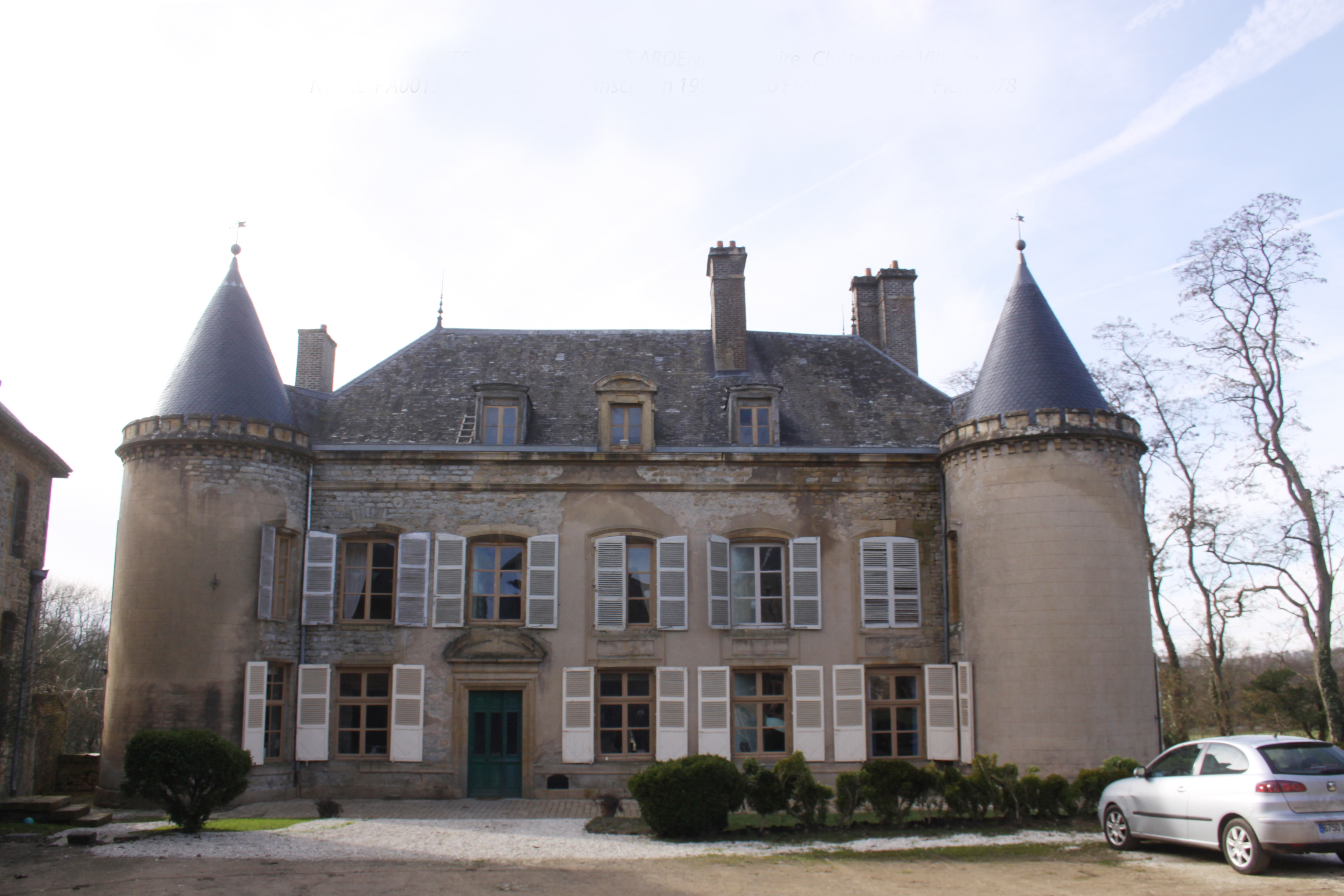
Замок Виллет
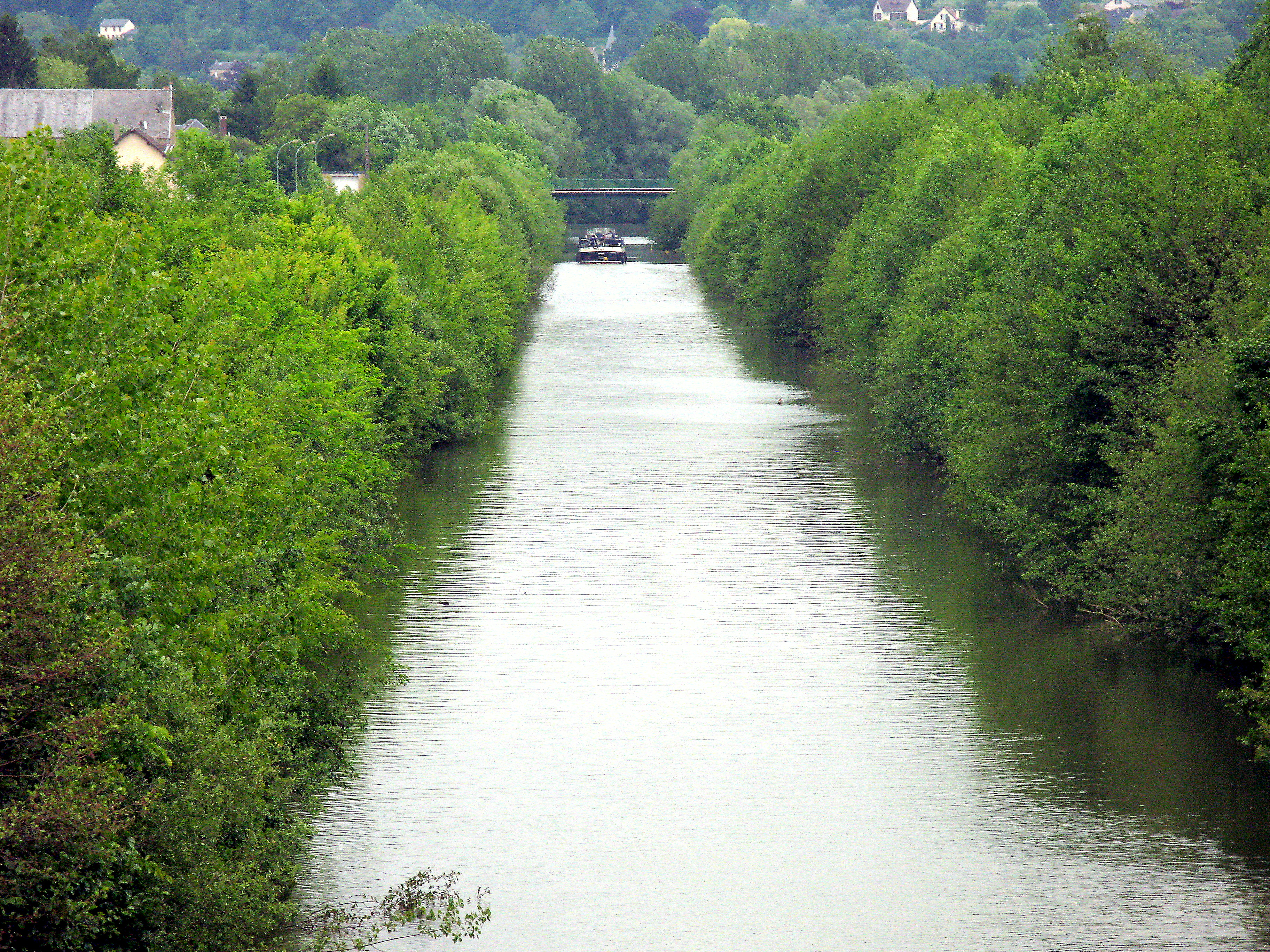
Канал
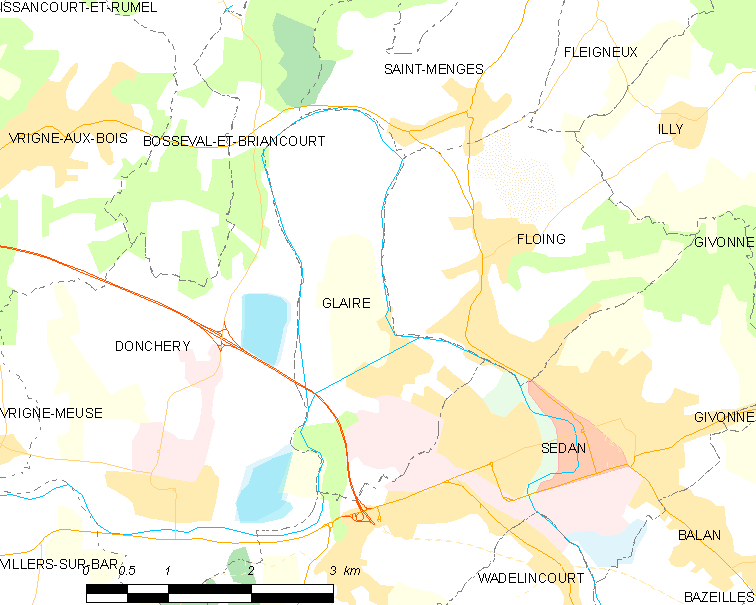
Карта коммуны